# Cetacea Rocks
Die Cetacea Rocks sind eine Gruppe von Rifffelsen vor der Westküste des Grahamlands im Norden der Antarktischen Halbinsel. Sie liegen nordöstlich von Hoseason Island im Palmer-Archipel.
Teilnehmer der Fünften Französischen Antarktisexpedition (1908–1910) unter der Leitung des Polarforschers Jean-Baptiste Charcot kartierten diese Felsen. Das UK Antarctic Place-Names Committee benannte sie 1960 nach der Säugetierordnung Cetacea (Wale), da die Felsen in einem der Hauptverbreitungsgebiete der Wale in antarktischen Gewässern liegen.